# Chester Morris
John Chester Brooks Morris (Nova York, 16 de fevereiro de 1901 – New Hope, 11 de setembro de 1970) foi um ator  de cinema, televisão, televisão e rádio estadunidense. Ele teve alguns papéis no cinema de prestígio no início de sua carreira e foi indicado ao Oscar. Hoje, Chester Morris é mais lembrado por interpretar Boston Blackie, um criminoso que virou detetive, na série de filmes do Boston Blackie com orçamento modesto dos anos 40.

## Primeiros anos

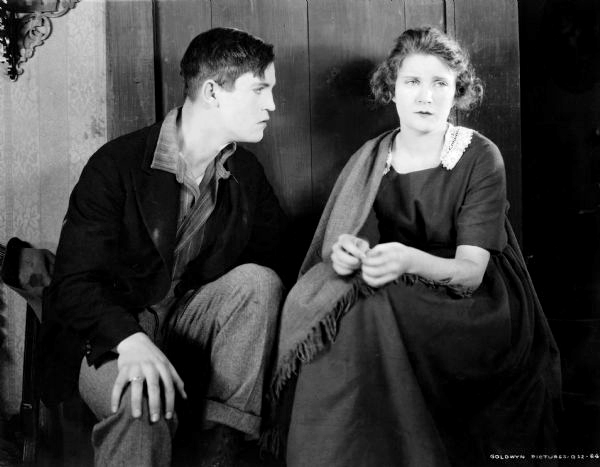
Morris e Mae Marsh em O amado traidor (1918)

Chester Morris nasceu John Chester Brooks Morris em Nova York, um dos quatro filhos do ator William Morris da Broadway e da comediante Etta Hawkins. Morris abandonou a escola e começou sua carreira na Broadway aos 15 anos, ao lado de Lionel Barrymore em The Copperhead. Estreou no cinema no filme mudo de comédia-drama An Amateur Orphan (1917).
Depois de aparecer em várias outras produções da Broadway no início dos anos 1920, Morris juntou-se a seus pais, irmã e dois irmãos, Gordon e Adrian (que também se tornou ator de cinema), no circuito de vaudeville. O ato da família consistiu em um esboço de comédia intitulado "Os Horrores do Lar". Morris viajou com sua família por dois anos antes de retornar à Broadway com papéis em The Home Towners (1926) e Yellow (1927). Enquanto aparecia na peça Crime de 1927, Morris foi flagrado por um agente de talentos e foi assinado com um contrato de filme.

## Carreira
Morris fez sua estréia no cinema sonoro no filme Alibi de 1929, pelo qual foi indicado ao Oscar de Melhor Ator. Ele seguiu com papéis em Woman Trap (1929), The Case of Sergeant Grischa (1930) e The Divorcee, estrelando Norma Shearer em 1930. Mais tarde naquele ano, Morris foi escolhido como um dos protagonistas (com Wallace Beery e Robert Montgomery) no drama da prisão da MGM The Big House. Nos dois anos seguintes, ele trabalhou constantemente em filmes para a United Artists e MGM e foi escolhido ao lado de Jean Harlow na comédia dramática de 1932, Red-Headed Woman.
Em meados da década de 1930, a popularidade de Morris começou a diminuir e ele foi escalado como ator principal em filmes B como Smashing the Rackets (1938) e Five Came Back (1939). Em 1941, a carreira de Morris foi revivida quando ele foi escalado como criminoso que virou detetive Boston Blackie. Morris apareceu em um total de 14 filmes de Boston Blackie para a Columbia Pictures, começando com Meet Boston Blackie. Ele reprisou o papel de Boston Blackie para a série de rádio em 1944. Durante a Segunda Guerra Mundial, Morris realizou truques de mágica em mais de 350 shows da USO. Ele praticava magia desde os 12 anos e era considerado um dos melhores mágicos amadores.
Enquanto aparecia na série Boston Blackie, Morris continuou a aparecer em outros filmes, principalmente nos filmes de Pine-Thomas da Paramount Pictures. Depois de aparecer no Chinese Venture de Boston Blackie, em 1949, o filme final do Boston Blackie, Morris se aposentou em grande parte dos filmes. Durante a década de 1950, ele se concentrou principalmente na televisão e no teatro, retornando à Broadway em 1954 na comédia The Fifth Season. Durante esse período, Morris também apareceu em participações especiais da série de antologias Cameo Theatre, Lights Out, Tales of Tomorrow, Alcoa Premiere, Suspense, Danger, Robert Montgomery Presents, The Web, Phillip Morris Playhouse, Studio One e Kraft Television Theatre. Ele retornou brevemente aos filmes em 1955 com um papel no drama da prisão Unchained, seguido por um papel no filme de terror de ficção científica de 1956, The She-Creature. Em 1960, ele teve um papel recorrente como o detetive tenente Max Ritter na série de substituição de verão da CBS, Diagnosis: Unknown. A série durou um ano, após o qual Morris apareceu no filme de televisão da NBC, A String of Beads. Em novembro de 1960, ele retornou à Broadway como senador Bob Munson na adaptação teatral do romance de 1959, Advise and Consent. Morris permaneceu com a produção até fechar em maio de 1961. Em outubro, ele reprisou seu papel na produção de turnês.
No início e meados da década de 1960, Morris apareceu como convidado nos dramas Route 66, The Defenders e Dr. Kildare. Em 1965, ele substituiu Jack Albertson na produção da Broadway de The Subject Was Roses. Ele reprisou seu papel na peça para a produção em turnê em 1966.

## Doença e morte
Em meados de 1968, Morris estrelou ao lado de Barbara Britton na produção em turnê de Where Did We Go Wrong?. Depois que a produção terminou, ele voltou para sua casa em Manhattan, onde sua saúde começou a declinar. Morris foi posteriormente diagnosticado com câncer de estômago. Apesar de sua saúde em declínio, Morris começou a trabalhar em qual foi seu último papel no cinema, como Pop Weaver no drama biográfico The Great White Hope (1970). O filme foi lançado após sua morte. Após o término das filmagens, Morris se juntou à produção teatral de The Caine Mutiny Court Martial no Bucks County Playhouse em New Hope, Pensilvânia.
Em 11 de setembro de 1970, Lee R. Yopp, produtor e diretor de Caine, estava programado para almoçar com Morris. Depois que Yopp não conseguiu falar com Morris por telefone em seu quarto de hotel, ele foi para o quarto de Morris, onde encontrou o corpo do ator deitado no chão. O médico legista do condado atribuiu a morte de Morris a uma overdose de barbitúricos. Seus restos mortais foram cremados e espalhados sobre um rio alemão.

## Vida pessoal

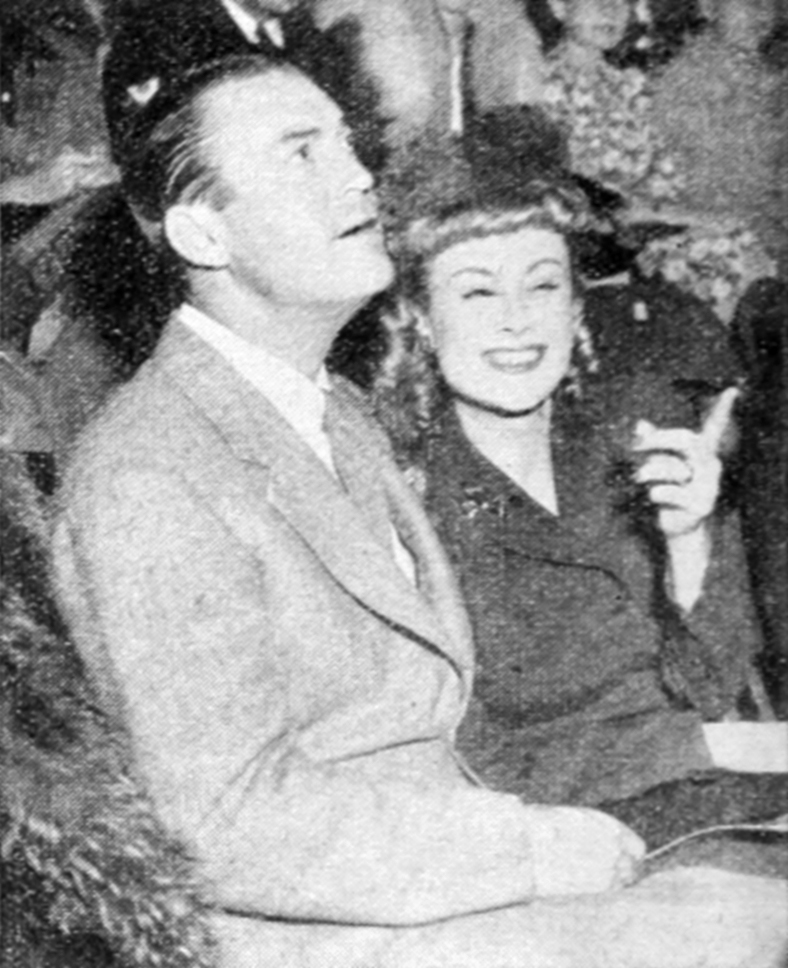
Morris e sua esposa Lillian em 1943

Morris foi casado duas vezes. Ele se casou com Suzanne Kilbourne em 8 de novembro de 1926. Eles tiveram dois filhos, John Brooks e Cynthia. Kilbourne recebeu um divórcio interlocutório em novembro de 1939, que foi finalizado em 26 de novembro de 1940.
Em 30 de novembro de 1940, Morris se casou com a socialite Lillian Kenton Barker na casa do ator Frank Morgan. Eles tiveram um filho, Kenton, nascido em 1944. O casal permaneceu casado até a morte de Morris em 1970.

## Créditos de teatro selecionados
| Encontro                                    | Título                         | Função              | Notas                                                                                    |
| ------------------------------------------- | ------------------------------ | ------------------- | ---------------------------------------------------------------------------------------- |
| 18 de fevereiro a junho de 1918             | The Copperhead                 | Sam Carter          | Shubert Theatre, Nova York                                                               |
| 22 de setembro a outubro de 1918            | Trovão                         | Sam Disbrow         | Critério de teatro, Nova York                                                            |
| 12 de dezembro de 1921 - abril de 1922      | The Mountain Man               | Carey               | Maxine Elliott Theatre, Nova York                                                        |
| 22 de setembro a outubro de 1922            | The Exciters                   | Lexington Dalrymple | Teatro da Times Square, Nova York                                                        |
| 23 de janeiro - fevereiro de 1923           | Extra                          | Wallace King        | Longacre Theatre, Nova York                                                              |
| 23 de agosto - outubro de 1926              | The Home Towners               | Waly Calhoon        | Hudson Theatre, Nova York                                                                |
| 21 de setembro de 1926 - janeiro de 1927    | Amarelo                        | Val Parker          | Teatro Nacional, Nova York                                                               |
| 22 de fevereiro a agosto de 1927            | Crime                          | Rocky Morse         | Eltinge 42nd Street Theatre, Nova York                                                   |
| 20 de fevereiro a maio de 1928              | Amigos sussurrantes            | Al Sheeler          | Hudson Theatre, Nova York                                                                |
| 26 de setembro a outubro de 1928            | Vida rapida                    | Chester Palmer      | Ambassador Theatre, Nova York                                                            |
| 5 de setembro a 23 de outubro de 1954       | The Fifth Season               | Johnny Goodwin      | Cort Theater, Nova York <br> Excursão a Washington, DC, Filadélfia, Pittsburgh e Chicago |
| 27 de fevereiro a 19 de julho de 1958       | Blue Denim                     | Major Bartley       | Teatro de teatro, Nova York                                                              |
| 17 de novembro de 1960 a 20 de maio de 1961 | Aconselhamento e Consentimento | Bob Munson          | Cort Theater, Nova York                                                                  |
| 7 de setembro de 1965 - 21 de maio de 1966  | The Subject Was Roses          | John Cleary         | Teatro Helen Hayes, Teatro Henry Miller e Teatro Belasco, Nova York                      |

## Filmografia selecionada
| Ano  | Título                             | Personagem                                      | Notas                                    |
| ---- | ---------------------------------- | ----------------------------------------------- | ---------------------------------------- |
| 1917 | An Amateur Orphan                  | Dick                                            | [ 22 ]                                   |
| 1918 | The Beloved Traitor                | Dan                                             |                                          |
| 1923 | Loyal Lives                        | Tom O'Hara                                      |                                          |
| 1925 | The Road to Yesterday              | Extra at party                                  |                                          |
| 1929 | Alibi                              | Chick Williams                                  | Indicado, Academy Award como Melhor Ator |
| 1929 | Fast Life                          | Paul Palmer                                     |                                          |
| 1929 | Woman Trap                         | Ray Malone                                      |                                          |
| 1929 | The Show of Shows                  | Cast member                                     |                                          |
| 1930 | Second Choice                      | Don Warren                                      |                                          |
| 1930 | Playing Around                     | Nickey Solomon                                  |                                          |
| 1930 | She Couldn't Say No                | Jerry Casey                                     |                                          |
| 1930 | The Case of Sergeant Grischa       | Sgt. Grischa Paprotkin                          |                                          |
| 1930 | The Divorcee                       | Ted                                             |                                          |
| 1930 | The Big House                      | John Morgan                                     |                                          |
| 1930 | The Bat Whispers                   | Detective Anderson                              |                                          |
| 1931 | Corsair                            | John Hawkes                                     |                                          |
| 1932 | Cock of the Air                    | Lieutenant Roger Craig                          |                                          |
| 1932 | The Miracle Man                    | John Madison, também conhecido como Doc         |                                          |
| 1932 | Sinners in the Sun                 | Jimmie Martin                                   |                                          |
| 1932 | Red-Headed Woman                   | Bill Legendre, Jr.                              |                                          |
| 1933 | Blondie Johnson                    | Danny Jones                                     |                                          |
| 1933 | Infernal Machine                   | Robert Holden                                   |                                          |
| 1933 | Tomorrow at Seven                  | Neil Broderick                                  |                                          |
| 1933 | Golden Harvest                     | Chris Martin                                    |                                          |
| 1934 | Gift of Gab                        | Ele mesmo                                       |                                          |
| 1934 | The Gay Bride                      | Office Boy, também conhecido por Jimmie Burnham |                                          |
| 1934 | Society Doctor                     | Dr. Bill Morgan                                 |                                          |
| 1935 | Public Hero No. 1                  | Jeff Crane                                      |                                          |
| 1935 | Pursuit                            | Mitchell                                        |                                          |
| 1936 | Three Godfathers                   | Bob                                             |                                          |
| 1936 | Moonlight Murder                   | Steve Farrell                                   |                                          |
| 1936 | Frankie and Johnnie                | Johnnie Drew                                    |                                          |
| 1937 | I Promise to Pay                   | Eddie Lang                                      |                                          |
| 1937 | Flight From Glory                  | Smith                                           |                                          |
| 1937 | Sunday Night at the Trocadero      | Ele mesmo                                       |                                          |
| 1938 | Law of the Underworld              | Gene Fillmore                                   |                                          |
| 1938 | Sky Giant                          | Ken Stockton                                    |                                          |
| 1938 | Smashing the Rackets               | Jim Conway                                      |                                          |
| 1939 | Pacific Liner                      | Doc Craig                                       |                                          |
| 1939 | Blind Alley                        | Hal Wilson                                      |                                          |
| 1939 | Five Came Back                     | Bill Brooks                                     |                                          |
| 1939 | Thunder Afloat                     | "Rocky" Blake                                   |                                          |
| 1940 | The Marines Fly High               | Lt. Malone                                      |                                          |
| 1941 | Meet Boston Blackie                | Boston Blackie                                  |                                          |
| 1941 | No Hands on the Clock              | Humphrey Campbell                               |                                          |
| 1941 | Confessions of Boston Blackie      | Boston Blackie                                  |                                          |
| 1942 | Alias Boston Blackie               | Boston Blackie                                  |                                          |
| 1942 | I Live on Danger                   | Jeff Morrell                                    |                                          |
| 1942 | Boston Blackie Goes Hollywood      | Boston Blackie                                  |                                          |
| 1942 | Wrecking Crew                      | Duke Mason                                      |                                          |
| 1943 | Tornado                            | Pete Ramsey                                     |                                          |
| 1943 | After Midnight with Boston Blackie | Boston Blackie                                  |                                          |
| 1943 | Aerial Gunner                      | Foxy Pattis                                     |                                          |
| 1943 | The Chance of a Lifetime           | Boston Blackie                                  |                                          |
| 1944 | Gambler's Choice                   | Ross Hadley                                     |                                          |
| 1944 | Secret Command                     | Jeff Gallagher                                  |                                          |
| 1944 | One Mysterious Night               | Boston Blackie                                  |                                          |
| 1944 | Double Exposure                    | Larry Burke                                     |                                          |
| 1945 | Boston Blackie Booked on Suspicion | Boston Blackie                                  |                                          |
| 1945 | Boston Blackie's Rendezvous        | Boston Blackie                                  |                                          |
| 1946 | A Close Call for Boston Blackie    | Boston Blackie                                  |                                          |
| 1946 | The Phantom Thief                  | Boston Blackie                                  |                                          |
| 1946 | Boston Blackie and the Law         | Boston Blackie                                  |                                          |
| 1947 | Blind Spot                         | Jeffrey Andrews                                 |                                          |
| 1948 | Trapped by Boston Blackie          | Boston Blackie                                  |                                          |
| 1949 | Boston Blackie's Chinese Venture   | Boston Blackie                                  |                                          |
| 1955 | Unchained                          | Warden Kenyon J. Scudder                        |                                          |
| 1956 | The She-Creature                   | Dr. Carlo Lombardi                              |                                          |
| 1970 | The Great White Hope               | Pop Weaver                                      |                                          |